# Bengalis (peuple)
Pour les articles homonymes, voir Bengali (homonymie).
Cette page contient des caractères d'alphasyllabaires indiens. En cas de problème, consultez Aide:Unicode.
Les Bengalis (en bengali : বাঙালি, Bangali) sont le principal groupe ethnique de la région du Bengale, partagée entre le Bangladesh et l'Inde. La plupart d'entre eux parlent le bengali. Ils sont majoritaires au Bangladesh et dans les États du Bengale-Occidental et de Tripura. Ils représentent quelque 150 millions d'individus au Bangladesh, 70 millions en Inde, trois millions au Pakistan et forment d'importantes minorités en Arabie saoudite et aux Émirats arabes unis.
Les Bengalis de confession musulmane vivent principalement au Bangladesh, où ils constituent plus de 80 % de la population, ceux de confession hindoue vivent principalement en Inde, notamment au Bengale-occidental. Sur la population totale de Bengalis, 65 % environ sont musulmans, 34 % hindous, et moins de 1 % de diverses confessions (dont chrétiens). Au Bangladesh, la population hindoue ne représente que 11 à 15 % de la population.
En 2020, 80 millions de Bengalis étaient hindous, dont environ 64 millions vivant en Inde, et 15 millions au Bangladesh. 158 millions de Bengalis étaient musulmans, dont environ 134 millions vivant au Bangladesh, 20,5 millions en Inde, et trois millions au Pakistan. Quelque 2,5 millions de Bengalis appartiennent à d'autres croyances, majoritairement chrétienne, les autres étant surtout bouddhistes.